# 나바리역
나바리역(일본어: 名張駅)은 일본 미에현 나바리시에 위치한 긴키 닛폰 철도 오사카 선의 철도역이다. 역 번호는 D 49이며, 섬식 승강장 2면 4선의 구조를 갖춘 지상역이다.

## 타는 곳
| 1 · 2 | D 오사카 선 | 하행 | D 아오야마초 방면 M 이세시마 방면 E 나고야 방면                                  |
| 3 · 4 | D 오사카 선 | 상행 | D 하이바라 · 야마토야기 · 오사카우에혼마치 방면 A 오사카난바 · 고베산노미야 방면 |

## 이용 현황
| 연도   | 1일 평균 승차 인원 |
| ------ | ------------------ |
| 1997년 | 10,138             |
| 1998년 | 9,977              |
| 1999년 | 10,031             |
| 2000년 | 9,951              |
| 2001년 | 9,823              |
| 2002년 | 9,439              |
| 2003년 | 9,270              |
| 2004년 | 9,070              |
| 2005년 | 8.798              |
| 2006년 | 8,463              |
| 2007년 | 8,238              |
| 2008년 | 7,923              |
| 2009년 | 7,525              |
| 2010년 | 7,100              |
| 2011년 | 6,838              |
| 2012년 | 6,821              |
| 2013년 | 6,856              |
| 2014년 | 6,493              |
| 2015년 | 6,410              |

## 역 주변
- 나바리 시립 도서관
- 나바리 시립 병원

## 인접 역
| 긴키 닛폰 철도 D 오사카 선           | 긴키 닛폰 철도 D 오사카 선   | 긴키 닛폰 철도 D 오사카 선       |
| ------------------------------------ | ---------------------------- | -------------------------------- |
| D48 아카메구치 오사카우에혼마치 방면 | ■ 쾌속급행 · ■ 급행 · ■ 보통 | 기쿄가오카 D50 이세나카가와 방면 |
| D48 아카메구치 오사카우에혼마치 방면 | ■ 준특급 · ■ 구간 준특급     | 시·종착역                        |